# Lakewood Township (New Jersey)
Pour les articles homonymes, voir Lakewood Township.
Lakewood Township est une municipalité américaine située dans le comté d'Ocean au New Jersey.

## Géographie
Lakewood Township se situe dans le centre du New Jersey. La municipalité s'étend sur 24,98 milles carrés (64,7 km2), dont 0,41 milles carrés (1,06 km2) d'étendues d'eau.

## Histoire
La ville doit son nom à sa situation près de deux lacs (en anglais : lakes) et de forêts de pins (en anglais : pine woods).
C'est un lieu de villégiature de la communauté juive depuis les années 1920.

## Démographie
| Groupe            | Lakewood Township | New Jersey | États-Unis |
| ----------------- | ----------------- | ---------- | ---------- |
| Blancs            | 84,3              | 68,6       | 72,4       |
| Autres            | 6,7               | 6,4        | 6,2        |
| Afro-Américains   | 6,4               | 13,7       | 12,6       |
| Métis             | 1,5               | 2,3        | 2,9        |
| Asiatiques        | 0,8               | 8,6        | 4,8        |
| Amérindiens       | 0,3               | 0,3        | 0,9        |
| Total             | 100               | 100        | 100        |
|                   |                   |            |            |
| Latino-Américains | 17,3              | 17,7       | 16,7       |

Selon l'American Community Survey, pour la période 2011-2015, 72,41 % de la population âgée de plus de 5 ans déclare parler l'anglais à la maison, 16,22 % déclare parler l'espagnol, 5,02 % le yiddish, 2,63 % l'hébreu, 0,58 % le russe et 3,14 % une autre langue.
Lors du recensement de 2010, Lakewood Township compte 92 843 habitants, dont 53 805 à Lakewood CDP. La municipalité est alors la septième du New Jersey par sa population.
Entre 2012 et 2016, le revenu par habitant était en moyenne de 15 443 dollars par an, bien en dessous de la moyenne du New Jersey (37 538 dollars) et des États-Unis (29 829 dollars). De plus, 31,5 % des habitants du township de Lakewood vivaient sous le seuil de pauvreté (contre 10,4 % dans l'État et 12,7 % à l'échelle du pays).

### Communauté juive orthodoxe
Lakewood Township connaît une importante croissance démographique (+ 50 % entre 2000 et 2010) en raison de son importante communauté juive orthodoxe. La ville attire notamment des juifs orthoxes de Brooklyn, repoussés par la gentrification et la hausse des loyers. La communauté s'est développée autour de l'université rabbinique Beth Medrash Govoha. Les hommes se consacrant à l'étude de la religion et les femmes ne travaillant souvent qu'à mi-temps et élevant au moins cinq enfants, une importante partie de la population de Lakewood vit sous le seuil de pauvreté et dépend économiquement du gouvernement.
La communauté juive, qui vote de concert, domine la vie politique locale depuis les années 1990 et tend aujourd'hui vers les républicains (opposée à l'avortement, au mariage homosexuel et en faveur des bons scolaires). En 2016, la ville est la plus favorable à Donald Trump du New Jersey, avec 74,4 % des voix en faveur du républicain.